# Karl Bechert
Karl Bechert (Nurembergue, 23 de agosto de 1901 – Weilmünster, 1 de abril de 1981) foi um físico e político alemão filiado ao Partido Social-Democrata da Alemanha (SPD).

## Vida
Após o Abitur Karl Bechert estudou física, matemática e química na Universidade de Munique. Obteve um doutorado em 1925, orientado por Arnold Sommerfeld, com a tese Die Struktur des Nickelspektrums, de quem foi a partir de 1923 assistente auxiliar e a partir de 1926 assistente. Em 1929 casou com Sibylle Lepsius, tendo o casal dois filhos. Obteve em 1930 a habilitação com Sommerfeld e foi até 1933 Privatdozent em seu instituto. Em 1933 recebeu um chamado para a Universidade de Giessen, onde foi diretor do Instituto de Física Teórica, e em 1945/46 foi nomeado pelas forças de ocupação dos Estados Unidos reitor da Universidade de Giessen. Em 1946 seguiu um chamado para a Universidade de Mainz, onde foi também diretor do Instituto de Física Teórica, onde lecionou até aposentar-se em 1969.

## Obras
- Der Wahnsinn des Atomkriegs, Diederichs 1956
- com Christian Gerthsen: Atomphysik. Theorie des Atombaus, Sammlung Göschen, 3 Volumes, 4.ª Edição 1963